# Khanato di Baku
Il Khanato di Baku (in azero Bakı xanlığı, in persiano خانات باکو‎  - Khānāt-e Baku), è stato un principato musulmano autonomo sotto la sovranità iraniana, esistito tra il 1747 e il 1806. Originariamente era una provincia dell'impero safavide e divenne di fatto indipendente dopo l'assassinio di Nadir Shah e all'indebolimento dell'autorità centrale in Iran a causa della lotta per il potere. Il suo territorio attuale si trova nell'Azerbaigian.

## Storia
Durante la guerra russo-persiana (1722-23), Baku, che in precedenza era sotto il possesso dei Safavidi, fu occupata dalle truppe russe. Tuttavia, i russi quando seppero dei successi militari di Nader Shah Afshar in Persia e della minaccia che rappresentava, accettarono di cedere Baku alla Persia nel 1735. Lo scià nominò Mirza Muhammad Khan I, figlio dell'influente capo tribù Dargah Quli Khan per diventare khan del feudo. A questo punto, il khan era di fatto e ufficialmente vassallo dello Scià persiano; tuttavia, divenne indipendente nel 1747, quando Mirza Muhammad insoe contro l'Impero persiano degli Afsharidi dopo la morte di Nader Shah Afshar nello stesso anno. Poiché l'impero era ancora allo sbando dopo la morte dello scià, la rivolta riuscì facilmente e sebbene Baku rimase formalmente vassallo degli Scià iraniani, il Khan fu praticamente indipendente nelle sue azioni e decisioni.
Nel 1768, il Khan di Quba, Fath 'Ali Khan, catturò Baku con la forza e dopo un'occupazione di due anni mise suo fratello Abd Allah Beg, ex fantoccio khan di Shirvan, come nuovo khan, trasformando Baku in una nuova dipendenza. Tuttavia, nel 1772 il figlio di Mirza Muhammad, Malik Muhammad Khan, rivendicò Baku e divenne il nuovo khan. Dopo il suo governo, che durò fino alla sua morte nel 1783, suo figlio Mirza Muhammad Khan II divenne khan, ma nel 1791 il trono fu preso dallo zio di Mirza Muhammad, Muhammad Quli Khan (padre dello scrittore Abbasgulu Bakikhanov). Dopo un breve governo di due anni, a sua volta perse il trono a favore di suo nipote Husayn Quli Khan, figlio di suo fratello Hadjli Ali Quli. Il 13 giugno 1796, una flottiglia russa entrò nella baia di Baku e una guarnigione di truppe russe fu forzatamente collocata all'interno della città. In seguito, tuttavia, lo zar Paolo I ordinò la cessazione della campagna e il ritiro delle forze russe in seguito alla morte del suo predecessore, la zarina Caterina la Grande. Nel marzo 1797, le truppe zariste lasciarono Baku. Usando questa situazione a suo vantaggio, Mirza Muhammad Khan II raggiunse e riprese il khanato; tuttavia, fu deposto una seconda volta nel 1801, ancora una volta da Husayn, che riprese il potere. Mirza Muhammad fuggì e divenne il khan di Quba dal 1809 al 1810.
Nella guerra russo-persiana (1804-1813), le forze russe guidate dal generale Pavel Tsitsianov assediarono Baku e tentarono di catturarla nel gennaio 1806. Tuttavia, quando le chiavi della città furono date al generale, un cugino di Husayn Quli Khan gli sparò a morte. Lasciati senza un leader, i russi si ritirarono, inizialmente ritardando l'occupazione della città di un anno, ma tornarono e presero la città nell'ottobre di quell'anno, guidati dal generale Bulgakov. Husayn Quli Khan era fuggito dalla città tra gli assedi e, sebbene continuasse a rivendicare il khanato come il suo, i russi lo annessero poco dopo l'assedio. Nel trattato di Golestan (1813), i persiani dei Qajar riconobbero l'annessione russa dei loro vassalli caucasici, compresa Baku, e rinunciarono a tutte le loro pretese; tuttavia, ci vollero diversi anni prima che i russi formassero effettivamente una nuova amministrazione a Baku.

## Elenco dei Khan
| Monarca                | Periodo di governo | Relazione con il predecessore (i) |
| ---------------------- | ------------------ | --- |
| Mirza Muhammad Khan I  | 1735-1768          | Figlio di Dargah Quli Khan. |
| Fath 'Ali Khan         | 1768-1770          | Khan di Quba, catturò Baku. |
| Abd Allah Beg          | 1770-1772          | Baku fu ceduta da suo fratello Fath 'Ali Khan. Khan di Shirvan 1769-1770. |
| Malik Muhammad Khan    | 1772-1783          | Figlio di Mirza Muhammad Khan I, rivendicò Baku. |
| Mirza Muhammad Khan II | 1783-1791          | Figlio di Malik Muhammad Khan. |
| Muhammad Quli Khan     | 1791-1792          | Figlio di Mirza Muhammad Khan I. Depose Mirza Muhammad Khan II. |
| Husayn Quli Khan       | 1792-1797          | Figlio di Hadjli Ali Quli, figlio di Mirza Muhammad Khan I. |
| Mirza Muhammad Khan II | 1797-1801          | Figlio di Malik Muhammad Khan. Riprese il khanato di baku da suo nipote Husayn Quli Khan. Khan del khanato di Baku 1809-1810.                                                  |
| Husayn Quli Khan       | 1801-1806 (1813)   | Figlio di Hadjli Ali Quli, figlio di Mirza Muhammad Khan I. Riprese il khanato di Baku da suo nipote Mirza Muhammad Khan II. Deposto nel 1806, annesso ufficialmente nel 1813. |